# Simon Marius

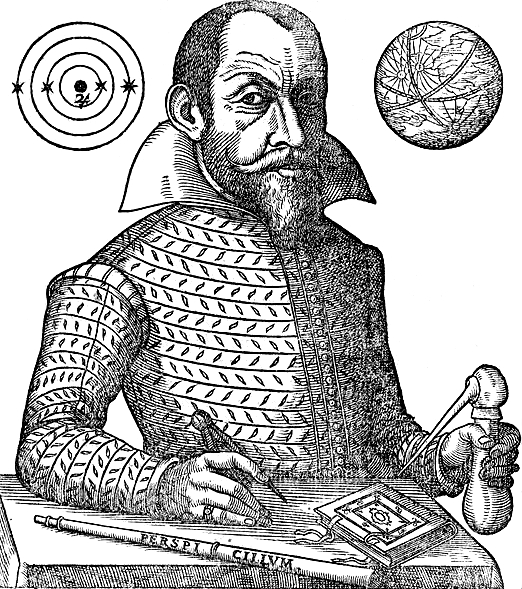
El astrónomo Simon Marius.

Simon Marius (10 de enero de 1573-26 de diciembre de 1624) fue un astrónomo alemán. Nació en Gunzenhausen aunque pasó la mayor parte de su vida en la ciudad de Ansbach. Es más conocido por estar entre los primeros observadores de las cuatro lunas más grandes de Júpiter, y la publicación de su descubrimiento dio lugar a acusaciones de plagio.

## Biografía
Marius era hijo de Reichart Mayr, alcalde de Gunzenhausen. Por recomendación de George Frederick de Brandeburgo-Ansbach, Margrave de Ansbach y Bayreuth fue admitido en la Academia del Margrave en Heilsbronn en 1586, donde estudió hasta 1601. Durante este tiempo, publicó observaciones sobre un cometa, así como tablas astronómicas, lo que le dio reputación de buen astrónomo y matemático, y el margrave lo nombró su matemático oficial. Marius quería asistir a la Universidad de Königsberg, pero no pudo obtener una beca.  Sin embargo, el margrave escribió una carta de recomendación el 22 de mayo de 1601, para que Marius pudiera estudiar en Praga con Tycho Brahe, lo que hizo durante varios meses,  aunque en realidad pudo haber trabajado directamente con David Fabricius en lugar de con el propio Brahe.
En septiembre de 1601, Marius ya había dejado Praga y llegó a Padua en diciembre de 1601 para estudiar medicina en la Universidad de Padua.  Durante este tiempo, fue tutor de otros estudiantes en astronomía, incluido Baldassarre Capra, con quien escribió un libro sobre una nueva estrella (en realidad la Supernova de Kepler) que habían observado en 1604.  Capra tuvo una disputa con Galileo Galilei (ambos aprendieron esgrima del padre de Capra) sobre la invención de la brújula proporcional y Marius se puso del lado de su estudiante en la discusión. Marius dejó la escuela en julio de 1605, regresando a Ansbach para convertirse en el matemático y médico de los nuevos margraves, Christian y Joachim Ernst.
En 1606, Marius se casó con Felicitas Lauer (nacida en 1590), hija de su editor, en Ansbach,  y en 1609 publicó las primeras traducciones alemanas de los Elementos de Euclides. Ese año, también construyó su propio telescopio y en noviembre hizo observaciones de las lunas galileanas, poco antes de que lo hiciera el propio Galileo; esto se convirtió en la fuente de una importante disputa entre los dos.

## Disputa con Galileo
En 1607, Capra publicó otro libro que en realidad plagió de Galileo, y Marius estuvo implicado en el acto debido a su asociación previa con Capra, aunque esto fue después de que Marius se hubiera ido de Padua. Galileo ciertamente tenía esa impresión, ya que se refirió a su "viejo adversario" (sin nombrar explícitamente a Marius) como un "reptil venenoso" y un "enemigo de toda la humanidad".
En 1614 Marius publicó una obra titulada Mundus Iovialis en la que describía el sistema de Júpiter y sus lunas que habían sido descritas cuatro años antes por el italiano Galileo Galilei en su obra Sidereus Nuncius. Marius afirmaba haber descubierto los cuatro satélites galileanos de Júpiter algunos días antes que Galileo. Esto condujo a una disputa entre ambos en la que Galileo acusaba a Marius de ser no solo un mentiroso sino de haber copiado su propio trabajo en el Mundus Iovialis que denunciaba como un plagio directo. 
Debido a la estatura de Galileo en la comunidad científica, durante casi 300 años, la reputación de Marius se vio manchada por las acusaciones de Galileo. Sin embargo, un comité científico en los Países Bajos en 1903 examinó la evidencia exhaustivamente y falló a favor de los descubrimientos independientes de Marius, con resultados publicados por Johannes Bosscha en 1907.  Al parecer, Marius descubrió las lunas de forma independiente, pero no comenzó a tomar notas hasta el 29 de diciembre de 1609. Marius usó el calendario juliano, y esa fecha es equivalente al 8 de enero de 1610, en el gregoriano usado por Galileo, un día después de la carta de Galileo en la que describió por primera vez las lunas.
Hoy en día se considera que es posible que Marius hubiera descubierto los satélites de Júpiter independientemente de Galileo pero posiblemente unos días más tarde. Sin considerar estas disputas de prioridad es de destacar que los cuatro satélites reciben hoy en día sus nombres de los propuestos originalmente por Marius a instancias de Johannes Kepler: Ío, Europa, Ganímedes y Calisto.
Simon Marius también afirmaba haber descubierto la galaxia de Andrómeda, descubrimiento éste atribuido a astrónomos árabes de la Edad Media y conocido en la época de Marius.

## Descubrimientos
Las discusiones sobre la obra de Marius son escasas, pero las que existen tienden a destacar su habilidad como observador, incluyendo:
- Que en 1612 midió el diámetro de la nebulosa de Andrómeda y percibió que tenía una luz opaca y pálida que aumentaba en brillo hacia su centro,[11] como "una vela que brilla a través de un cuerno".[12]
- Que detectó discos espurios de estrellas creados por su telescopio.[13]
- Que a partir de sus observaciones de las lunas galileanas dedujo períodos de revolución y otros elementos orbitales mejores que Galileo.[14]
- Que observó la ubicación de la supernova de Tycho Brahe de 1572 y encontró allí una estrella que estimó que era "algo más tenue que la tercera luna de Júpiter".[15]

Marius sacó conclusiones sobre la estructura del universo a partir de sus observaciones de las lunas jovianas y los discos estelares. Los discos estelares que observó eran espurios (probablemente el disco de Airy causado por difracción , ya que las estrellas están demasiado distantes para que sus discos físicos se detecten telescópicamente), pero Marius los interpretó como discos físicos, como los discos planetarios visibles a través de un telescopio. Concluyó que, dado que podía ver discos estelares, las estrellas no podían estar tan distantes como se requería en el sistema mundial copernicano , y dijo que la apariencia de las estrellas vistas a través de un telescopio en realidad contradecía a Copérnico.  Estos hallazgos contrastan con los de Galileo, quien utilizó datos telescópicos similares alternativamente para apoyar el sistema mundial copernicano.  Esta adhesión de Galileo a la teoría heliocéntrica copernicana surge debido a su aparente grandeza matemática y su compromiso previo con la teoría.  Sin embargo, Marius no mostró ningún compromiso evidente con ninguna teoría, sino que más bien formuló hipótesis basadas en observaciones telescópicas. También concluyó a partir de sus observaciones de las lunas galileanas que debían orbitar alrededor de Júpiter mientras que Júpiter orbita alrededor del Sol.  Por lo tanto, Marius concluyó que el sistema geocéntrico ticónico , en el que los planetas giran alrededor del Sol mientras el Sol gira alrededor de la Tierra, debe ser el sistema mundial correcto, o modelo del universo.

## Eponimia
- El cráter lunar Marius lleva este nombre en su memoria.[20]
- El asteroide (7984) Marius también conmemora su nombre.[21]
- Así mismo, Marius Regio, una región de la luna joviana Ganimedes, ha recibido su nombre.[22]